# Moose Blood
Moose Blood est un groupe britannique de pop punk, originaire de Canterbury, Kent, en Angleterre. Ils se forment en 2012 et étaient auparavant signés chez Hopeless Records.

## Histoire
Moose Blood est formé en août 2012 et publie une démo auto-éditée, Bukowski Demo (Summer '12), le même mois. Le groupe est composé d'Eddy Brewerton au chant et à la guitare, Mark E. Osbourne à la guitare, Kyle Todd à la basse et Glenn Harvey à la batterie. Le 11 février 2013, un EP, Moving Home, sort chez Fist in the Air. Boston et Orlando sortent ensemble en single chez Venn Records. Le 26 avril, le groupe sort un split EP avec Departures chez No Sleep le 12 novembre. Le 16 avril 2014, Moose Blood sort une démo auto-produite chez Hopeless Records. Le 16 avril 2014, il est annoncé que le groupe avait signé chez No Sleep et qu'il sortirait son premier album plus tard dans l'année. En mai, le groupe assure la première partie de la tournée britannique de I Am the Avalanche. Leur premier album I'll Keep You in Mind, From Time to Time se classe à la 45e place du classement américain Billboard Top Heatseekers. Ils participent à l'édition 2015 du Vans Warped Tour.
Moose Blood annonce en janvier 2016 qu'il serait en tournée au Royaume-Uni tout au long du mois d'avril 2016, soutenu par The Winter Passing et Greywind. La tournée - qui comprendrait des spectacles en tête d'affiche dans des lieux tels que l'O2 Academy Islington à Londres, et Joiners à Southampton - s'est terminée à guichets fermés avant même d'avoir commencé. Le 13 avril, Moose Blood annonce, via ses comptes Facebook et Twitter, qu'il avait signé avec Hopeless Records pour son deuxième album. Le 17 avril, le premier single intitulé Honey est diffusé dans l'émission Rock Show de Radio 1 en tant que Rockest Record. Eddy a également annoncé que le nouvel album sortirait le 5 août et s'intitulerait Blush.
En mars 2017, Moose Blood annonce le départ du batteur Glenn Harvey à la suite d'allégations de harcèlement sexuel. Harvey aurait envoyé une image non sollicitée à une femme en 2015.
En avril 2018, Movements abandonne une tournée en première partie de Moose Blood en raison des allégations d'inconduite sexuelle du groupe. Le 24 septembre 2018, Moose Blood est annoncé en première partie de la tournée principale de Good Charlotte à travers l'Europe et le Royaume-Uni, mais Good Charlotte les a retirés quelques heures plus tard après la réaction des fans aux allégations d'inconduite sexuelle de Moose Blood. À la suite de leur retrait de la tournée de Good Charlotte, Moose Blood annonce une pause, citant que « l'année écoulée a été traumatisante »,.
Le 3 mai 2021, Mark Osborne et Lee Munday annoncent la création d'un nouveau groupe, Hurtless, dans lequel figure également Brian MacDonald de PVRIS. Le post Instagram de Lee comportait la légende Moving on... laissant présager une rupture totale pour Moose Blood. Le mois suivant, Hurtless sort son premier single, Slower.

## Accueil
Moose Blood est décrit comme un groupe emo, pop punk et emo pop. Leur EP Moving Home de 2013 est « comme une combinaison de Deja Entendu de Brand New, Something to Write Home About de The Get Up Kids et l'album éponyme d'American Football
. »

## Discographie

### Albums studio
- 2014 : I'll Keep You in Mind, From Time to Time
- 2016 : Blush
- 2018 : I Don't Think I Can Do this Anymore

### Apparitions
- 2016 : I Don't Love You (reprise de My Chemical Romance sur la compilation Rock Sound Presents: The Black Parade)

## Distinctions

### Kerrang!Awards
| 2016 | Honey | Meilleure chanson | Nomination |